# Balacra curriei
Balacra curriei är en fjärilsart som beskrevs av Dyar 1899. Balacra curriei ingår i släktet Balacra och familjen björnspinnare. Inga underarter finns listade i Catalogue of Life.